# جعفر الحلي
 شاعر عراقي عاش في النصف الثاني من القرن التاسع عشر. ولد في قرية السّادة إحدى قرى الحلة، ثم انتقل إلى النجف وأكمل فيها دروسه، وظهر فيها أديباً، وشاعرًا. اتصل بالملوك والأمراء كالسلطان عبد الحميد العثماني وآل رشيد في الحجاز. تميّز بحسن معاشرته وصفاء سيرته. توفي في النجف ودفن في وادي السلام. له ديوان شعر طبع بعد وفاته سمّاه سحر بابل وسجع البلابل.

## سيرته
هو أبو يحيى جعفر بن أبي الحسين الحلي النجفي، ويتصل نسبه بيحيى بن الحسين بن زيد الشهيد بن علي بن الحسين بن علي. ولد السيد في قرية ( السادة ) في مدينة الحلة في يوم النصف من شهر شعبان من عام 1277هـ . ودرس في النجف على عباس كاشف الغطاء والميرزا حسين الخليلي والشيخ محمد طه نجف.

توفي السيد في 23 من شهر شعبان من عام 1315هـ، وكان عمره 37 عاماً أي لم يكمل العقد الرابع من عمره الشريف، ودفن في مقبرة وادي السلام بالنجف عند قبر والده على مقربة من مقام المهدي.

## شعره
لقد قرض الشعر وهو في العاشرة من عمره وكان وافر العلم جميل المحاضرة مع عذوبة في حديثة تستميل الجالسين وكان سريع النظم مع جودة التعبير وحسن اللفظ والمعنى، كما كان مقداماً شجاعاً.

له ديوان شعر كبير يحمل مسمّاه ( سحر بابل وسجع البلابل ) ، وهو ديوان مليء بالجواهر المنضدة في أكثر أغراض الشعر وفنونه، وهو ديوان مطبوع، وقد حققه الشيخ محمد حسين كاشف الغطاء.

## وصلات خارجية
- جعفر الحلي على موقع أرشيف الشارخ.
- بوابة الشعراء : ديوان جعفر الحلي